# میزیان مالویدا
میزیان مالویدا (فرانسوی: Myziane Maolida‎؛ زادهٔ ۱۴ فوریهٔ ۱۹۹۹) بازیکن فوتبال اهل فرانسه است.
از باشگاه‌هایی که در آن بازی کرده‌است می‌توان به لیون و نیس اشاره کرد.